# Flore Vasseur

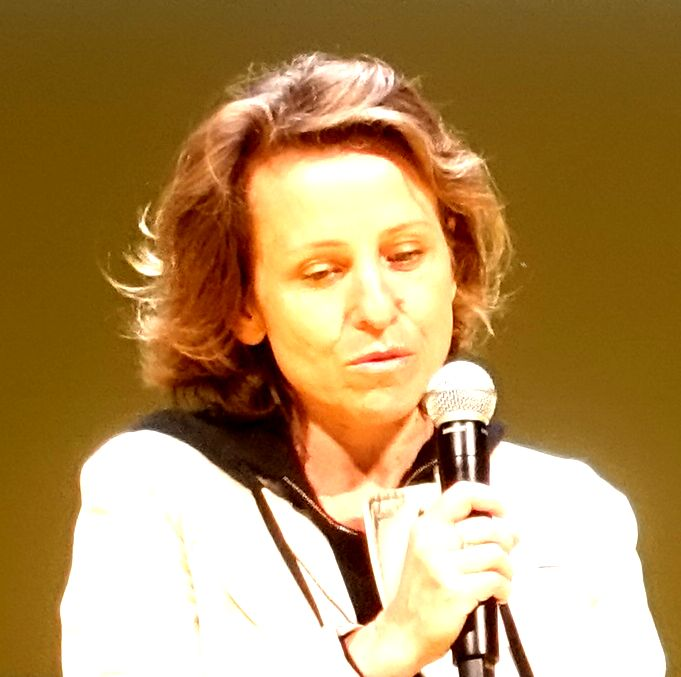
Flore Vasseur, 2019

Flore Vasseur (* 1973 in Annecy) ist eine französische Unternehmerin, Schriftstellerin und Journalistin.

## Leben
Flore Vasseur studierte am Institut d’études politiques de Grenoble und an der École des hautes études commerciales de Paris. Nach dem Studium arbeitete sie in New York City als Unternehmerin im Marketingbereich und seit 2001 wieder in Frankreich als Beraterin. Zeitweise lebte sie in Kabul, Afghanistan, wo ihr Partner an Wiederaufbaumaßnahmen nach dem Krieg mitwirkte.
2006 erschien ihr erster Roman Une fille dans la ville im Verlag Éditions des Équateurs. Für dieses Werk erhielt sie einen Preis des Figaro-Magazine. Für ihr zweites Buch Comment j’ai liquidé le siècle wurde Flore Vasseur 2011 mit dem Prix Jean Amila-Meckert und mit dem Grand Prix national Lions de littérature ausgezeichnet.
Das 2019 herausgekommene Buch Ce qu’il reste de nos rêves untersucht ausgehend von der Biographie des Hackers Aaron Swartz die Bedingungen für eine freie Internetstruktur.
Flore Vasseur schreibt für verschiedene französische Medien, darunter Le Journal du Dimanche, Libération, Le Monde und La Croix. Sie führt ihre eigene Produktionsgesellschaft Big mother productions und produziert Dokumentationen für Canal+ und Arte, etwa über den amerikanischen Politiker Larry Lessig, den amerikanischen CIA-Mitarbeiter und Whistleblower Edward Snowden und die isländische Politikerin Birgitta Jónsdóttir. Ihr Dokumentarfilm Bigger Than Us über jugendliche Umweltaktivisten wurde als Weltpremiere in einer Séance spéciale an den Internationalen Filmfestspielen von Cannes 2021 gezeigt und wurde 2022 für die Auszeichnung César/Bester Dokumentarfilm nominiert.
Seit 2017 ist Flore Vasseur Mitglied des französischen Conseil national du numérique.

## Werke
- Une fille dans la ville, Sainte-Marguerite sur Mer 2006.
- Comment j’ai liquidé le siècle, Sainte-Marguerite sur Mer 2010. ISBN 978-2-84990-133-5.
- En bande organisée, Sainte-Marguerite sur Mer 2013. ISBN 978-2-84990-230-1. Deutsch: Kriminelle Bande, Berlin 2014.
- Meeting Snowden, Dokumentarfilm, 2016.
- Ce qu'il reste de nos rêves. Ed. des Equateurs 2019.
- Bigger Than Us, 2021.
- Et maintenant, que faisons-nous ?, 2024. ISBN 978-2246840312.[2]